# Thyropisthus boyoricus
Thyropisthus boyoricus är en mångfotingart som först beskrevs av Carl Graf Attems.  Thyropisthus boyoricus ingår i släktet Thyropisthus och familjen Harpagophoridae. Inga underarter finns listade i Catalogue of Life.